# Land of the Free
Land of the Free is het volkslied van Belize. Het werd geschreven door Samuel Alfred Haynes en gecomponeerd door Selwyn Walford Young in 1963. Het werd officieel als volkslied aanvaard in 1981.

## Tekst
O, land of the free by the carib Sea,

our manhood we pledge to thy liberty!

No tyrants here linger, despots must flee

This tranquil haven of democracy

The blood of our sires which hallows the sod,

Brought freedom from slavery oppression's rod,

By the might of truth and the grace of God.

No longer shall we be hewers of wood.
Arise! ye sons of the Baymen's clan,

put on your armour, clear the land!

Drive back the tyrants, let despots flee-

Land of the Free by the Carib Sea!
Nature has blessed thee with wealth untold,

O'er mountains and valleys where praries roll;

Our fathers, the Baymen, valiant and bold

Drove back the invader; this heritage hold

From proud Rio Hondo to old Sarstoon'

Through coral isle, over blue lagoon;

Keep watch with the angels, the stars and moon;

For freedom comes tomorrow's noon.

## Nederlandse vertaling
O, land van de vrijen bij de Caribische Zee, 

onze mannelijkheid beloven wij aan uw vrijheid! 

Hier blijven geen tirannen hangen, despoten moeten vluchten 

Vanuit deze rustige plaats van democratie 

Het bloed van onze vaderen dat de zode heiligt, 

Bracht vrijheid van de roede van de slavernij onderdrukking, 

Door de macht van de waarheid en de genade van God. 

We zullen niet langer houthakkers zijn. 

Sta op! gij zonen van de clan van baaimensen  

Doe je wapenrusting aan, maak het land vrij!  

Drijf de tirannen terug, laat despoten vluchten 

Land van de vrijen bij de Caribische Zee! 

De natuur heeft u daarmee gezegend rijkdom onnoemelijk, 

over bergen en valleien waar prairies rollen; 

Onze vaders, de Baaimensen, dapper en brutaal  

dreef de indringer terug; dit erfgoed. 

Van trotse rivier Rio Hondo tot oude Sarstoon, 

door koraaleiland, over blauw lagune; 

Waak met de engelen, de sterren en de maan; 

Voor vrijheid komt morgenmiddag 